# Arteră splenică
Artera splenică sau artera lienală este vasul de sânge care furnizează sânge oxigenat splinei. Se ramifică din artera celiacă și urmează un curs superior pancreasului. Este cunoscut pentru calea sa sinuasă spre splină.

## Anatomie
Artera splenică trimite ramuri către stomac și pancreas înainte de a ajunge la splină.
| Ramură               | Descriere |
| ramuri spre pancreas | mai multe ramuri care deservesc pancreasul, inclusiv artera pancreatică mai mare și artera pancreatică dorsală . |
| gastric scurt        | partea superioară a unei curburi mai mari a stomacului și a fundului stomacului                                  |
| gastroepiploic stâng | mijlocul unei curburi mai mari a stomacului                                                                      |
| gastric posterior    | posterior al stomacului, regiune gastrică superioară arterei splenice                                            |

Rețineți că ramurile arterei splenice nu ajung până la partea inferioară a curburii mari a stomacului. În schimb, acea regiune este alimentată de artera gastroepiploică dreaptă, o ramură a arterei gastroduodenale. Cele două artere gastroepiploice se anastomozează între ele în acel moment.

### Relații
Artera splenică trece între straturile ligamentului lienorenal. De-a lungul cursului său, este însoțit de o venă numită în mod similar, vena splenică, care se varsă în vena portă hepatică.

## Semnificație clinică
La nivelul arterei splenice anevrisme sunt rare, fiind al treilea anevrism abdominal este cel mai frecvent, după anevrismele aortei abdominale și ale arterelor iliace. Acestea pot apărea la femeile însărcinate în al treilea trimestru, iar ruptura are o mortalitate maternă mai mare de 50% și o mortalitate fetală de 70 până la 90%. Factorii de risc includ fumatul și hipertensiunea. Pentru tratamentul pacienților care prezintă un risc chirurgical ridicat, poate fi luat în considerare tratamentul endovascular percutanat.

## Imagini suplimentare

Tomografie computerizată⁠(d) redată 3D, care arată artera splenică în dreapta sus.
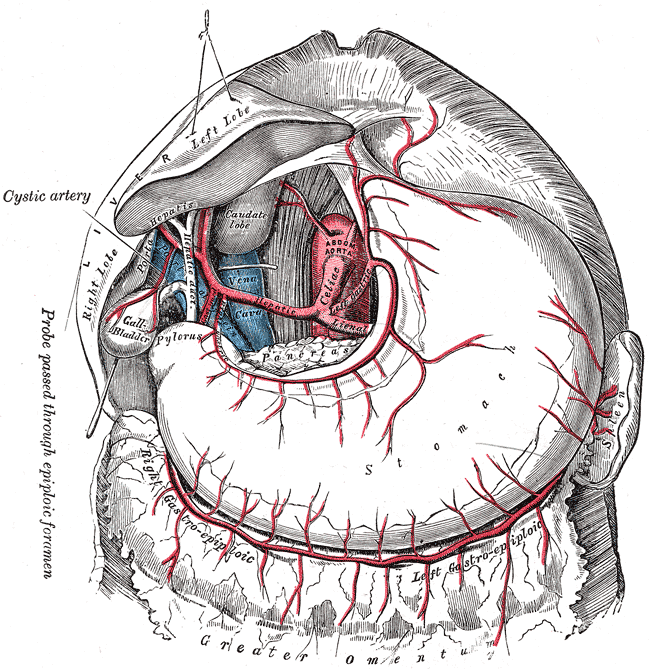
Artera celiacă și ramurile acesteia.
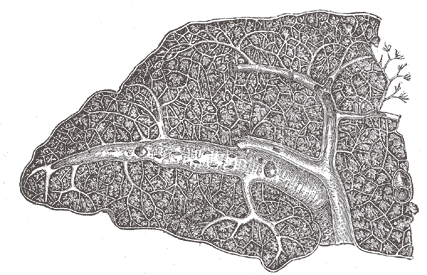
Secțiune transversală a splinei umane, care arată distribuția arterei splenice și a ramurilor sale.
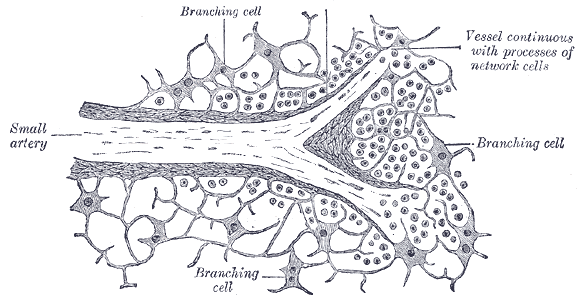
Secțiunea splinei, care arată terminarea micilor vase de sânge.
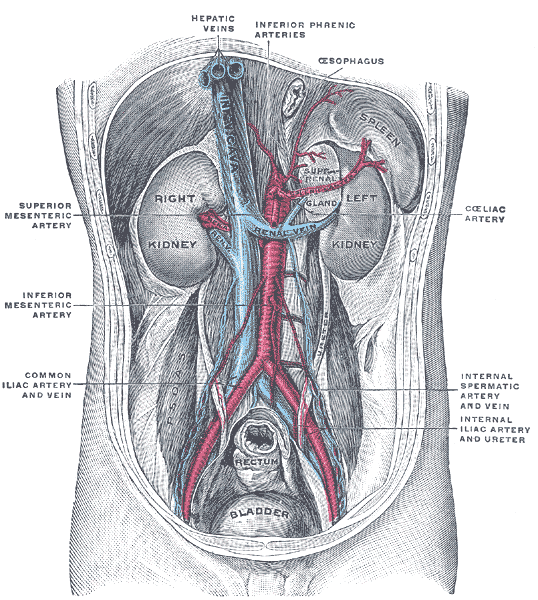
Peretele abdominal posterior, după îndepărtarea peritoneului, prezentând rinichi, capsule suprarenale și vase mari.
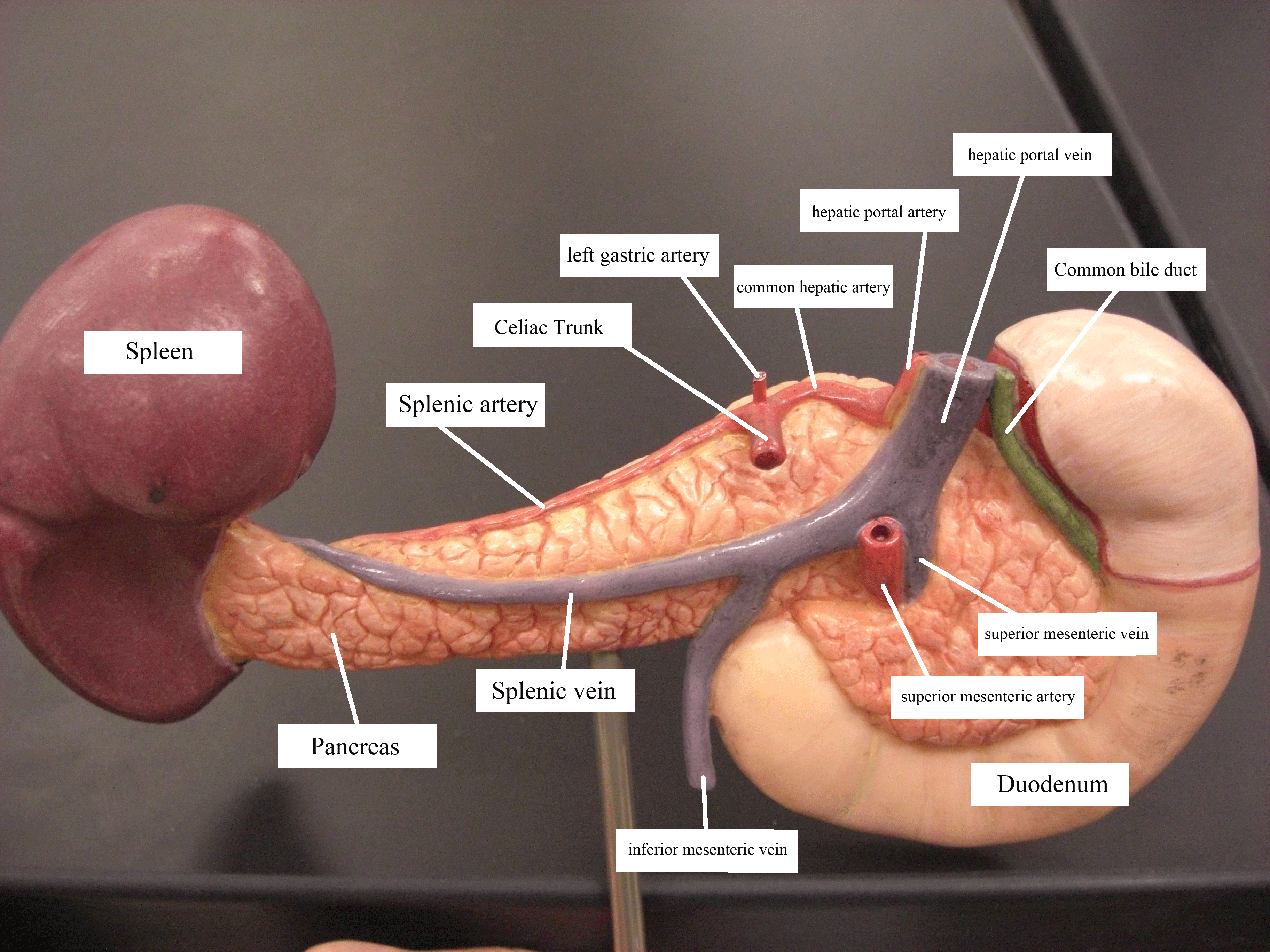
Arterele și venele din jurul pancreasului și splinei.